# Дружба (Болгарія)
Дру́жба (болг. Дружба) — село у Видинській області Болгарії. Входить до складу общини Видин.

## Населення
За даними перепису населення 2011 року у селі проживали 234 особи, з них 230 осіб (99,6%) — болгари.
Розподіл населення за віком у 2011 році:
Динаміка населення: